# Nishan Yaubyan
Nişan Yaubyan vagy Nishan Yaubyan (szül. Isztambul, Törökország) kiemelkedő török építész, tanár.

## Életrajz
Az örmény származású Yaubyan az isztambuli Getronagan örmény gimnázium (Karaköy kerület) elvégzése után építészetet tanult az Isztambuli Műszaki Egyetemen. Ezt követően folytatta tanulmányait a michigani egyetemen. Miután visszatért Törökországba, oktató lett a Yeditepe Egyetemen. Güntekin Aydoğan és Osep Sarafoğlu, török építészekkel közösen tervezték az SSK kórház épületét Beyoğluban. 1956-ban az egyik legfontosabb projektje a helyi önkormányzat épülete volt Sakarya tartomány központjában (Sakarya Hükümet Konağı). Yaubyan mellett dolgozott 1935–1957 között Avyerinos Andonyadis, Harutyun Varpurciyan és Enis Kortan is.

## Válogatott munkái, díjak
- 1958-as brüsszeli világkiállításra török pavilon (pályázat), dicséret (Avyerinos Andonyadis, Enis Kortan  tervezőkkel közösen)
- Sakarya, tartományi központ épülete (pályázat), első díj (Avyerinos Andonyadis, Enis Kortan, Harutyun Vapurciyan tervezőkkel közösen)
- Kocatepe-mecset , (pályázat) 1957, harmadik díj (Sarafoğlu Osep tervezővel közösen)
- 2003. május 24-én a Törökországi Független Építészek Egyesülete a sikeres építészeti munkájáért kitüntette.

## Fordítás
Ez a szócikk részben vagy egészben  a   Nişan Yaubyan című angol Wikipédia-szócikk fordításán alapul.  Az eredeti cikk szerkesztőit annak laptörténete sorolja fel. Ez a jelzés csupán a megfogalmazás eredetét és a szerzői jogokat jelzi, nem szolgál a cikkben szereplő információk forrásmegjelöléseként.